# Bunty Aur Babli
Bunty Aur Babli è un film di Bollywood, uscito nel 2005 con Amitabh Bachchan. Il film è ancora inedito in Italia. Il titolo significa "Bunty e Babli". Vi è anche la comparsa, come danzatrice, di Aishwarya Rai. Il film è narrato in prima persona da uno dei personaggi, il poliziotto Dashrath Singh.

## Trama
Il giovane Rakesh Trivedi abita con i genitori a Fursatganj, in India. Suo padre ha lavorato per trentacinque anni nelle ferrovie e ora sta facendo di tutto per farci entrare anche il figlio. Rakesh però non vuole fare quella vita.
In una cittadina delle vicinanze, Pankinagar, vive Vimmi Saluja, una ragazza che sogna di diventare una modella. La famiglia però è in procinto di farla sposare con un ragazzo di provincia. I due ragazzi scappano di casa e si incontrano casualmente sul treno che li porta via dalle loro vecchie vite.

## Distribuzioni della pellicola
- Uscita in India : 27 maggio 2005
- Uscita negli Stati Uniti : 27 maggio 2005
- Uscita nel Regno Unito : 27 maggio 2005
- Uscita in Polonia : 15 settembre 2006

## Collegamenti ad altre pellicole
Data la somiglianza della storia con quella di Bonnie e Clyde, la trama del film richiama quella di Gangster Story del 1967, con Warren Beatty e Faye Dunaway, ma con minore dose di violenza.

## Musica
Nel film sono presenti sei canzoni, di seguito elencate nell'ordine in cui appaiono.
- Dhadak Dhadak
- Bunty Aur Babli
- Nach Baliye
- Chup Chup Ke
- Kajra Re
- B n B

La canzone Dhadak Dhadak è quella di apertura, cantata prima da Abhishek Bachchan e poi da Rani Mukherjee, riguardante la contrapposizione tra vita rurale vissuta e cittadina sognata.
Durante la canzone Kajra Re, fa la sua comparsa come danzatrice la star Aishwarya Rai.
La canzone B n B è quella dei titoli di coda, in cui scorrono varie immagini significative del film.